# Klinsk (przystanek kolejowy)
Klinsk (biał. Клінск, ros. Клинск) – mijanka i przystanek kolejowy w lasach w pobliżu miejscowości Klinsk, w rejonie kalinkowickim, w obwodzie homelskim, na Białorusi. Leży na linii Homel - Łuniniec - Żabinka.
Powstał w 1886 na linii drogi żelaznej poleskiej. Dawniej stacja kolejowa. Klinsk utracił status stacji w 2017.